# Is This the Life We Really Want?
Is This the Life We Really Want? četvrti je studijski album britanskog rock glazbenika Rogera Watersa. Diskografska kuća Columbia Records objavila ga je 2. lipnja 2017. godine. Njegov je producent Nigel Godrich, koji je nagovorio Watersa da snimi koncizniji, manje teatralan uradak. Prvi je Watersov samostalni album od Amused to Deatha (iz 1992.) i njegov prvi studijski uradak od opere Ça Ira (iz 2005.).
Uradak se pojavio na trećem mjestu ljestvice albuma u Ujedinjenom Kraljevstvu i 11. mjestu ljestvice u SAD-u. S albuma su objavljena četiri singla: "Smell the Roses", "Déjà Vu", "The Last Refugee" i "Wait for Her".

## Snimanje
Is This the Life We Really Want? uglavnom je snimljen u Los Angelesu i Londonu. Producirao ga je Radioheadov producent Nigel Godrich, koji je upoznao Watersa kad je 2015. producirao koncertni album Roger Waters: The Wall. Iako Waters nije čuo Godrichev rad s Radioheadom, bili su u dobrim odnosima i raspravljali su o suradnji. Godrich, obožavatelj Watersova rada s Pink Floydom, Watersu je izravno rekao da određene njegove samostalne radove smatra "neslušljivima". Međutim, uvjerio se da Waters i dalje "ima vatru u sebi" nakon što je čuo demoinačicu njegove pjesme "Déjà Vu".
Godrich je želio snimiti kraći uradak koji bi prikazao Watersa "pjesnika". Smatrao je da je Waters ponovno postao kreativan nakon turneje Wall Live i da je njegova producentska uloga bila "malo ga pogurnuti". Nagovorio je Watersa da snimi koncizan uradak i podsjetio ga da album The Dark Side of the Moon, album Pink Floyda iz 1973., traje samo 43 minute. Waters nije koproducent albuma, što se razlikuje od situacije na ostalim njegovim radovima; izjavio je: "[Godrich] je obavio izvrstan posao ... Bio sam miran i šutio sam. Ako si unajmio tog psa, pusti ga da radi." Godrich se podosta koristio manipulacijom magnetskih vrpci i zvukovima različitih predmeta kako bi oblikovao prijelaze između pjesama. Također su mu pripisane zasluge za aranžman, kolaž zvukova, miksanje i sviranje gitare i klavijatura.

## Tematika
Is This the Life We Really Want konceptualni je album, a izvorno je zamišljen kao radiodrama o muškarcu i njegovoj unuci koji pokušavaju otkriti razloge za ubijanje djece u ostalim dijelovima svijeta. Waters je izjavio da tu dramu čini "pomalo putovanje čarobnim sagom, pomalo politička tirada, a pomalo patnja" i izjavio da se sastoji od otprilike 12 pjesama. Godrich je nagovorio Watersa da odbaci teatralne elemente i stvori "manje linearan" uradak. Waters je komentirao da u budućnosti ipak planira izvornu ideju provesti u djelo.
O tematici pjesama na albumu Waters je izjavio:

Waters je također izjavio da je album nadahnula zaljubljenost:

## Objava
Diskografska kuća Columbia Records objavila je Is This the Life We Really Want? 2. lipnja 2017. godine. Prvi je Watersov samostalni album od Amused to Deatha (iz 1992.). Pojavio se na trećem mjestu ljestvice albuma u Ujedinjenom Kraljevstvu i 11. mjestu ljestvice albuma u SAD-u. Objavljena su i četiri singla za pjesme na uratku: "Smell the Roses" objavljen je 20. travnja, "Déjà Vu" objavljen je 8. svibnja, "The Last Refugee" objavljen je 19. svibnja, a "Wait for Her" 19. srpnja 2017. godine. Objava albuma blokirana je u Italiji nakon što je umjetnik Emilio Isgrò izjavio da naslovnica plagira njegov umjetnički rad.

## Recenzije
Na mrežnom mjestu Metacritic, koje prikuplja recenzije kritičara i na temelju njih uratku daje ocjenu od 0 do 100, uradak ima ocjenu 72 na temelju 16 recenzija, što znači "uglavnom pozitivne kritike". Rolling Stone izjavio je: "Glazba je čisti Floyd nakon Dark Side of the Moona, ali ju kanalizira potomak: producent Nigel Godrich zaslužan je za grandioznost prog-rocka, multiinstrumentalist Jonathan Wilson daje nam malu dozu psihodelije, a Lucius prateće vokale u stilu alt-R&B-ja." Drowned in Sound komentirao je da je album "dugačko epsko djelo koje se širi ponešto duljim vremenskim tijekom, ali prepuno je ideja i detalja, zbog čega je lako utopiti se u njemu." Consequence of Sound izjavio je da je uradak "očito najpristupačniji od svih Watersovih samostalnih radova – na brojne je načine destilacija antifašističkih i antiimperijalističkih poruka i poruka protiv pohlepe koje poručuje još od vremena Pink Floyda." Mrežno mjesto Pitchfork izjavilo je da "mnoštvo zvučnih aludiranja na njegov rad s Pink Floydom poručuje da Watersu ne smeta njegova prošlost. Što više prihvatite koliko se njegova prošlost odražava u njegovoj sadašnjosti, to ćete više primijetiti čari toga albuma."

## Popis pjesama
Tekstovi i glazba: Roger Waters, osim pjesme "Wait for Her", koju je napisao s Mahmudom Dervišem. 
| 1.    | »When We Were Young«               | 1:39 |
| 2.    | »Déjà Vu«                          | 4:27 |
| 3.    | »The Last Refugee«                 | 4:12 |
| 4.    | »Picture That«                     | 6:47 |
| 5.    | »Broken Bones«                     | 4:57 |
| 6.    | »Is This the Life We Really Want?« | 5:55 |
| 7.    | »Bird in a Gale«                   | 5:31 |
| 8.    | »The Most Beautiful Girl«          | 6:09 |
| 9.    | »Smell the Roses«                  | 5:15 |
| 10.   | »Wait for Her«                     | 4:56 |
| 11.   | »Oceans Apart«                     | 1:07 |
| 12.   | »Part of Me Died«                  | 3:14 |
| 54:06 |                                    |      |

## Zasluge
| Roger Waters - Roger Waters – vokali, akustična gitara, bas-gitara Ostalo osoblje - Sam Petts-Davies – tonska obrada - Darrell Thorp – tonska obrada - Rouble Kapoor – asistencija pri tonskoj obradi - Wesley Seidman – asistencija pri tonskoj obradi - Monique Evelyn – asistencija pri tonskoj obradi - Gosha Usov – asistencija pri tonskoj obradi - David Campbell – aranžman gudačkih instrumenata - Sean Evans – umjetnički direktor, dizajn - Danny Kamhaji – dizajn - Dan Ichimoto – dizajn | Dodatni glazbenici - Nigel Godrich – klavijature, gitara, aranžman, kolaži zvuka, produkcija, tonska obrada, miksanje, aranžman gudačkih instrumenata - Jonathan Wilson – gitara, klavijature - Gus Seyffert – bas-gitara, gitara, klavijature - Joey Waronker – bubnjevi - Roger Manning – klavijature - Lee Pardini – klavijature - Jess Wolfe – vokali - Holly Laessig – vokali - Rachel Agnew – glas - Jane Barbe – glas - Emma Clarke – glas - Celia Drummond – glas - Kathy Somers – glas - Ingrid Schram – glas |

## Ljestvice
| Ljestvica (2017.)      | Najviša Pozicija |
| ---------------------- | ---------------- |
| Australija             | 7.               |
| Austrija               | 3.               |
| Belgija (Flandrija)    | 2.               |
| Belgija (Valonija)     | 1.               |
| Češka                  | 1.               |
| Danska                 | 2.               |
| Finska                 | 9.               |
| Francuska              | 3.               |
| Irska                  | 8.               |
| Italija                | 2.               |
| Južna Koreja           | 67.              |
| Kanada                 | 4.               |
| Mađarska               | 8.               |
| Meksiko                | 20.              |
| Nizozemska             | 2.               |
| Novi Zeland            | 2.               |
| Norveška               | 1.               |
| Njemačka               | 3.               |
| Poljska                | 1.               |
| Portugal               | 3.               |
| SAD (Billboard 200)    | 11.              |
| Škotska                | 1.               |
| Španjolska             | 5.               |
| Švedska                | 3.               |
| Švicarska              | 1.               |
| Ujedinjeno Kraljevstvo | 3.               |